# 1645

Реформація •  Епоха великих географічних відкриттів •  Ганза •  Нідерландська революція •  Річ Посполита •  Запорозька Січ

## Геополітична ситуація
Османську імперію очолює Ібрагім I (до 1648). Під владою османського султана перебувають Близький Схід та Єгипет, Середземноморське узбережжя Північної Африки, частина Закавказзя, значні території в Європі: Греція, Болгарія та Сербія. Васалами османів є Волощина та Молдова.
Священна Римська імперія — наймогутніша держава Європи. Її територія охоплює, крім німецьких земель, Угорщину з Хорватією, Богемію, Північну Італію. Її імператором є Фердинанд III з родини Габсбургів (до 1647). На території імперії триває Тридцятирічна війна.
Габсбург Філіп IV Великий є королем Іспанії (до 1665) та Португалії. Йому належать Іспанські Нідерланди, південь Італії, Нова Іспанія, Нова Гранада та Нова Кастилія в Америці, Філіппіни. Королем Португалії проголошено Жуана IV, хоча Іспанія це проголошення не визнає. Португалія має володіння в Бразилії, в Африці, в Індії, на Цейлоні, в Індійському океані й Індонезії.
Північ Нідерландів займає Республіка Об'єднаних провінцій. Король Франції — Людовик XIV (до 1715). В Англії триває Англійська революція. Королем формально залишається Карл I. Король Данії та Норвегії — Кристіан IV Данський (до 1648), королева Швеції — Христина I (до 1654). На Апеннінському півострові незалежні Венеціанська республіка та Папська область.
Королем Речі Посполитої, якій належать українські землі, є Владислав IV Ваза (до 1648). На півдні України існує Запорозька Січ.
Царем Московії є Олексій Михайлович (до 1676). Існують Кримське ханство, Ногайська орда.
В Ірані правлять Сефевіди.
Значними державами Індостану є Імперія Великих Моголів, Біджапурський султанат, султанат Голконда, Віджаянагара. Владу в Китаї захопила Династія Цін. В Японії триває період Едо.

## Події

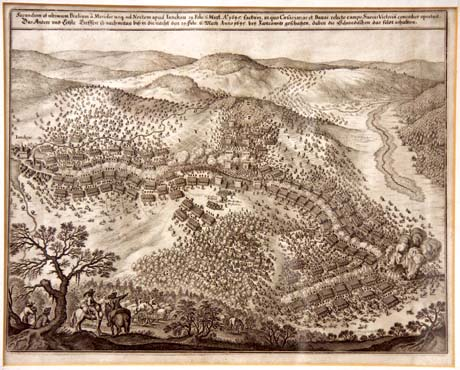
Битва під Янковом.

- Царем Московії став Олексій Михайлович.
- Заснування Слов'янська як Торської фортеці.
- Османи окупували Крит, відібравши його у Венеційської республіки.
- Англійська революція:
  - 10 січня відбулася страта звинуваченого в зраді архієпископа Кентерберійського Вільяма Лода.
  - 14 січня головнокомандувачем військ парламенту призначено Томаса Ферфакса.
  - 2 лютого маркіз Монтроз завдав поразки ковенатрерам поблизу Інверлохі в Шотландії.
  - 15 лютого парламент утворив армію нового зразка.
  - 9 травня Монтроз розбив ковенантерів при Олдерні.
  - 1 червня принц Рупрехт захопив Лестер.
  - 14 червня парламентська армія під керівництвом Ферфакса і Олівера Кромвеля у битві при Нейзбі розбила війська англійського короля Карла I.
  - 10 липня армія Олівера Кромвеля розгромила війська британських роялістів під Лангпортом.
  - 10 вересня принц Рупрехт здав Бристоль.
  - 14 вересня ковенантери перемогли Монтроза поблизу Селкерка.
  - 24 вересня парламентські війська виграли битву при Ровтон-Гіті.
- Тридцятирічна війна:
  - 5 березня шведи розбили імперську армію поблизу Янкова у Богемії.
  - 2 травня баварська армія Франца фон Мерсі захопила зненацька під Гербстгаузеном французів віконта де Тюренна й розтрощила їх.
  - Угода Бремсебру завершила шведсько-данську війну. Данцям довелося піти на територіальні поступки.
  - Під тиском Туреччини Юрій I Ракоці змушений вивести свої війська з Моравії.
- Регент династії Цін Доргонь видав едикт, що приписував усім етнічним ханьцям голити голови й носити коси як маньчжури.

## Наука та культура
- Почався період зниженої сонячної активності, який отримав назву мінімуму Маундера.
- У Монреалі засновано Отель-Дьє де Монреаль — перший шпиталь в Північній Америці.

## Народились
Див. також Категорія:Народились 1645

## Померли
Див. також Категорія:Померли 1645